# Scirpus bicolor
Scirpus bicolor là một loài thực vật thuộc họ Cyperaceae. Loài này có ở đảo Gough. Môi trường sống tự nhiên của chúng là rừng cận Nam cực, vùng cây bụi cận Nam cực, và đầm lầy.